# Tournay-sur-Odon
Pour les articles homonymes, voir Tournay (homonymie) et Odon.
Tournay-sur-Odon est une ancienne commune française, située dans le département du Calvados en région Normandie, peuplée de 347 habitants.

## Géographie
La commune est aux confins du Bocage virois, du Bessin et de la plaine de Caen, dans le Pré-Bocage, désignation récente, sorte de seuil du Massif armoricain. Son bourg est à 7 km au nord-est de Villers-Bocage, à 7 km à l'ouest d'Évrecy, à 11 km au sud de Tilly-sur-Seulles et à 20 km au sud-ouest de Caen.
| Noyers-Missy (comm. dél. de Noyers-Bocage) | Noyers-Missy (comm. dél. de Noyers-Bocage) | Le Locheur                                                 |
| Parfouru-sur-Odon                          | Tournay-sur-Odon                           | Vacognes-Neuilly (commune associée de Neuilly-le-Malherbe) |
| Parfouru-sur-Odon, Épinay-sur-Odon         | Landes-sur-Ajon                            | Landes-sur-Ajon                                            |

## Toponymie
Le nom de la localité est attesté sous les formes Turnaium en 1257 et villa de Tornaio en 1277. Le toponyme serait issu de l'anthroponyme gaulois ou roman, Turnus, suffixé de -acum.
Charles Rostaing émet l'hypothèse du prélatin turno- évoquant une éminence (monticule).
Le locatif sur-Odon est ajouté en 1957.

## Histoire
La commune de Tournay-sur-Odon est le résultat de l'addition de trois anciens fiefs seigneuriaux — Ragny, Tournay et Villodon —, d'où l'absence d'un bourg au profit de hameaux éparpillés sur l'ensemble du territoire. Au Moyen Âge, un village devait exister autour de l'église, qui fut abandonné à cause de la peste noire[réf. nécessaire].

## Politique et administration
| Période                                  | Période  | Identité        | Étiquette | Qualité       |
| ---------------------------------------- | -------- | --------------- | --------- | ------------- |
| 1989                                     | En cours | François Bisson | DVG       | Retraité SNCF |
| Les données manquantes sont à compléter. |          |                 |           |               |

Le conseil municipal est composé de onze membres dont le maire et deux adjoints.

## Démographie
L'évolution du nombre d'habitants est connue à travers les recensements de la population effectués dans la commune depuis 1793. À partir du 1er janvier 2009, les populations légales des communes sont publiées annuellement dans le cadre d'un recensement qui repose désormais sur une collecte d'information annuelle, concernant successivement tous les territoires communaux au cours d'une période de cinq ans. 
Pour les communes de moins de 10 000 habitants, une enquête de recensement portant sur toute la population est réalisée tous les cinq ans, les populations légales des années intermédiaires étant quant à elles estimées par interpolation ou extrapolation. Pour la commune, le premier recensement exhaustif entrant dans le cadre du nouveau dispositif a été réalisé en 2007,.
En 2021, la commune comptait 347 habitants, en évolution de −2,8 % par rapport à 2015 (Calvados : +1,58 %, France hors Mayotte : +2,49 %).
Tournay a compté jusqu'à 696 habitants en 1800.
| 1793 | 1800 | 1806 | 1821 | 1831 | 1836 | 1841 | 1846 | 1851 |
| ---- | ---- | ---- | ---- | ---- | ---- | ---- | ---- | ---- |
| 649  | 696  | 688  | 627  | 635  | 628  | 638  | 632  | 578  |

| 1856 | 1861 | 1866 | 1872 | 1876 | 1881 | 1886 | 1891 | 1896 |
| ---- | ---- | ---- | ---- | ---- | ---- | ---- | ---- | ---- |
| 589  | 606  | 576  | 537  | 504  | 472  | 446  | 415  | 399  |

| 1901 | 1906 | 1911 | 1921 | 1926 | 1931 | 1936 | 1946 | 1954 |
| ---- | ---- | ---- | ---- | ---- | ---- | ---- | ---- | ---- |
| 382  | 384  | 330  | 304  | 321  | 316  | 286  | 279  | 284  |

| 1962 | 1968 | 1975 | 1982 | 1990 | 1999 | 2007 | 2012 | 2017 |
| ---- | ---- | ---- | ---- | ---- | ---- | ---- | ---- | ---- |
| 256  | 217  | 209  | 269  | 263  | 346  | 369  | 365  | 338  |

| 2019 | - | - | - | - | - | - | - | - |
| ---- | - | - | - | - | - | - | - | - |
| 338  | - | - | - | - | - | - | - | - |

## Lieux et monuments
- Église Saint-Pierre : du fait de la partition de la paroisse en trois fiefs, elle est aujourd'hui isolée en pleine campagne. Selon Arcisse de Caumont, le chœur de l'église appartient au premier style ogival, soit du début de l'architecture gothique, tandis que la nef a été refaite postérieurement[14]. L'édifice abrite un tableau du XVIIIe siècle (Résurrection du Christ) classé à titre d'objet aux Monuments historiques[15]. L'église abrite également deux statues en bois peint monochrome, l'une de saint Pierre et l'autre de sainte Anne, et aussi une poutre de gloire et son Christ en croix. Ces trois éléments sont inscrits au titre d'objets depuis 1987.
- Chapelle de Villodon.
- Château (avec poterne) et chapelle Sainte-Barbe de Ragny. La chapelle est datée du XIVe siècle[16].

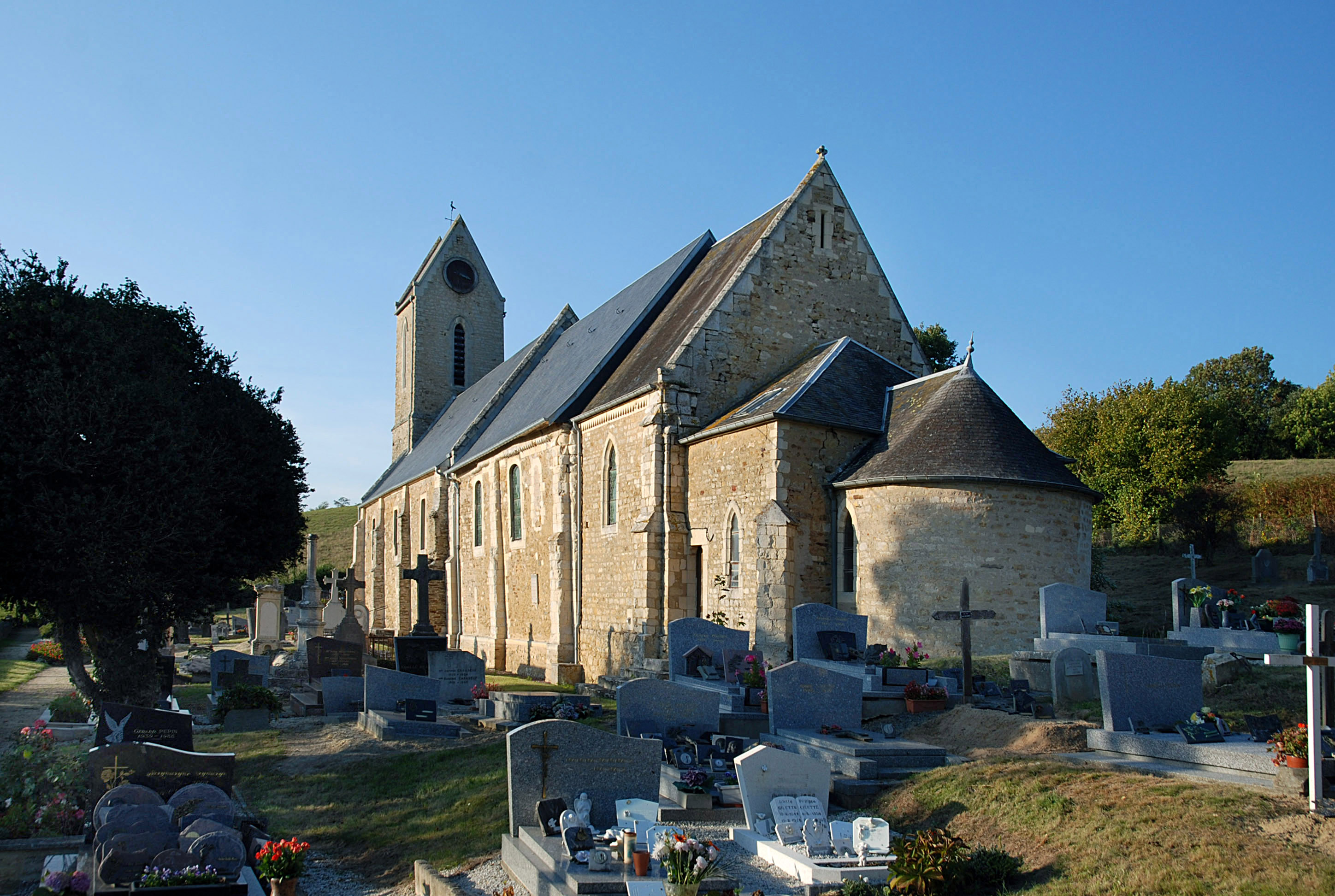
L'église Saint-Pierre.
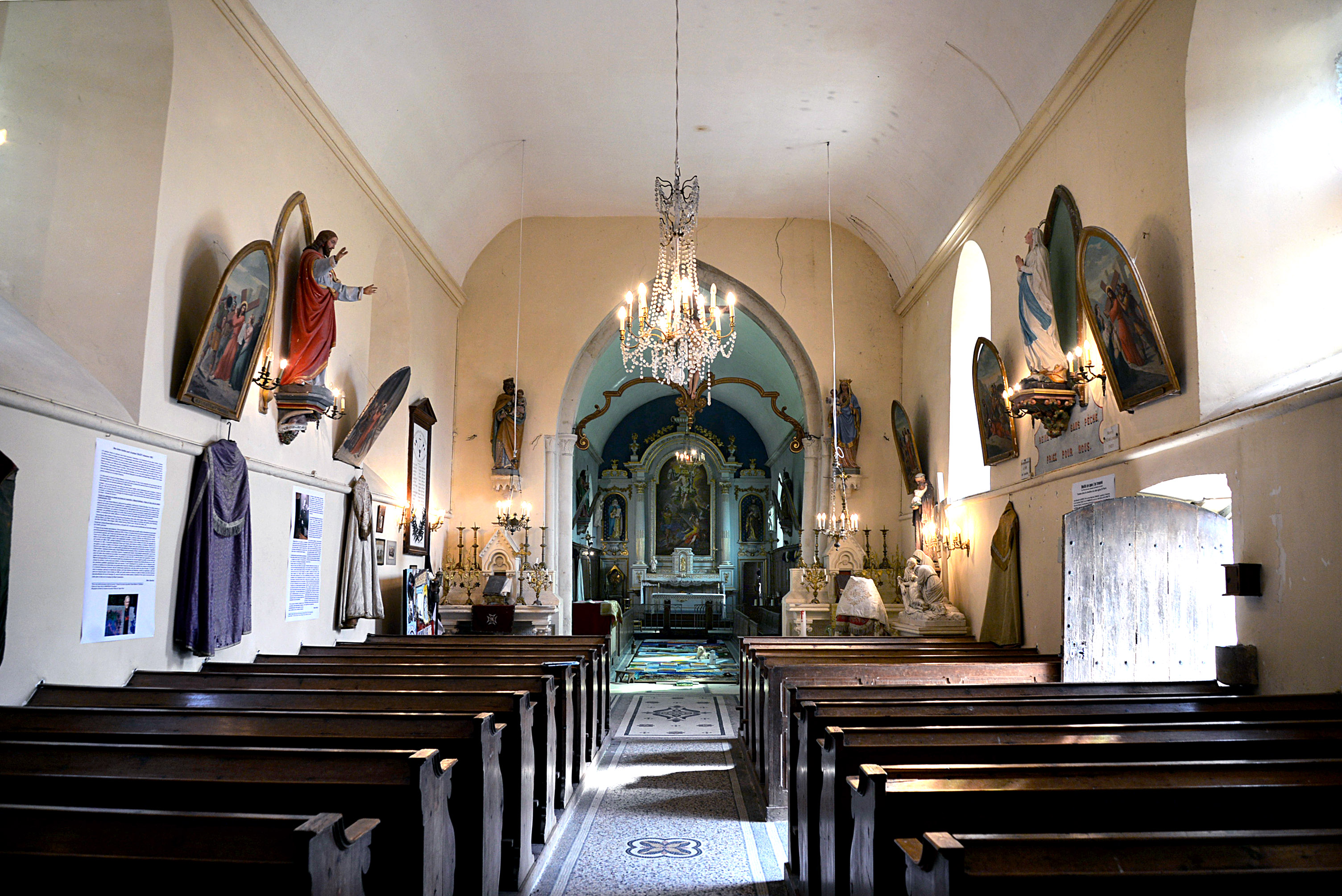
La nef de l'église.
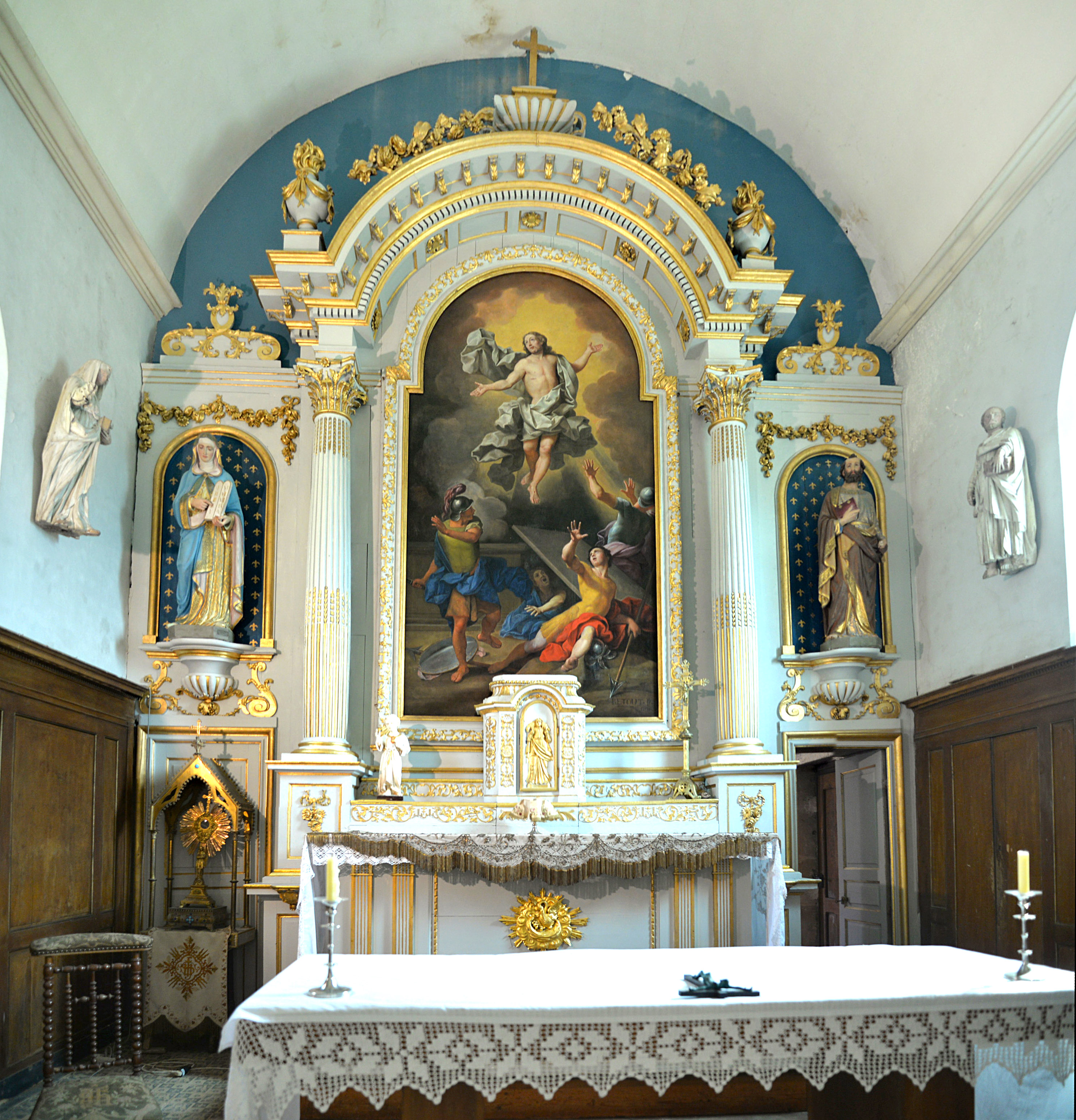
Le maître-retable, et deux des statues inscrites.
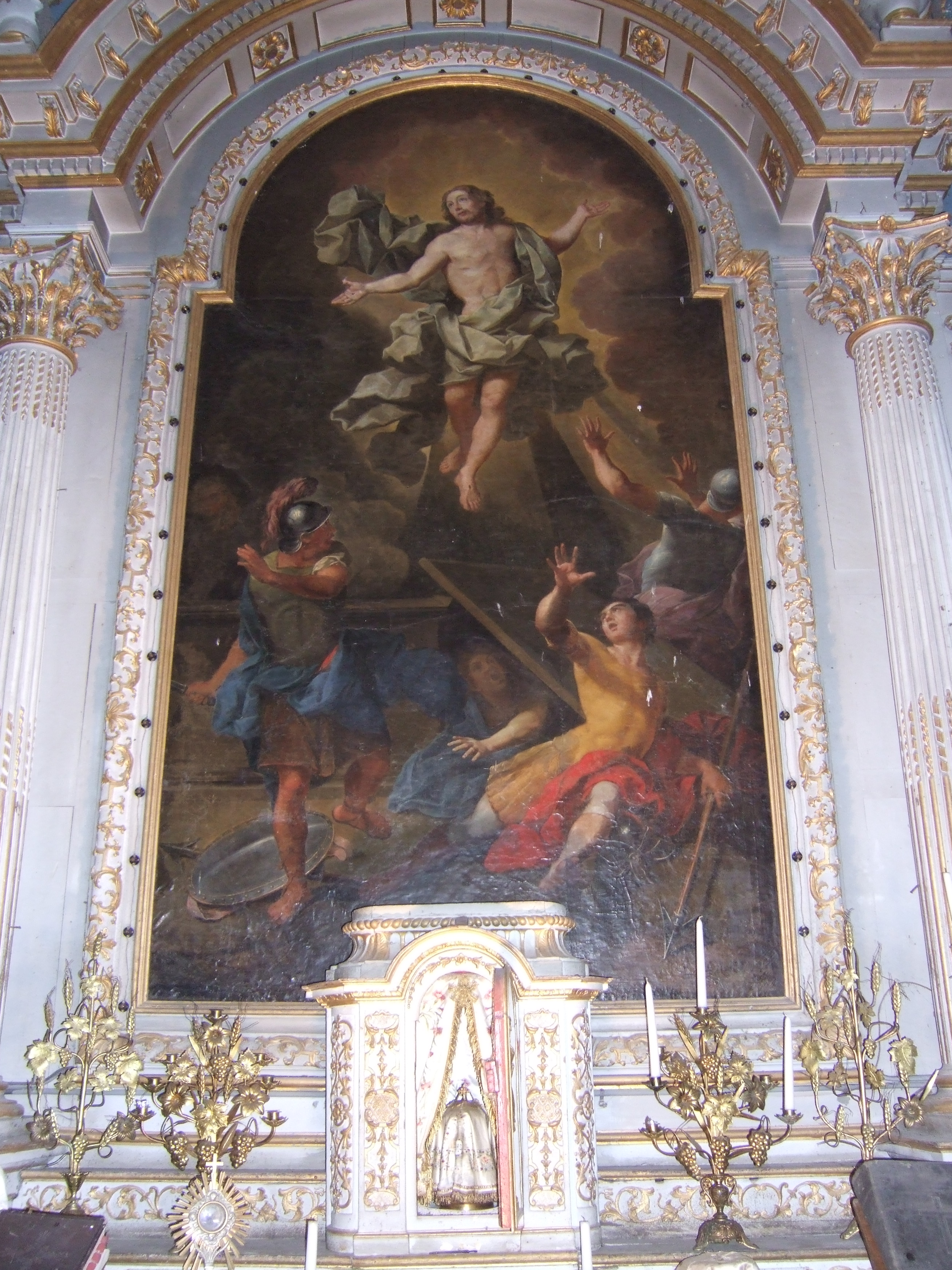
Tableau Résurrection du Christ. Avant restauration.
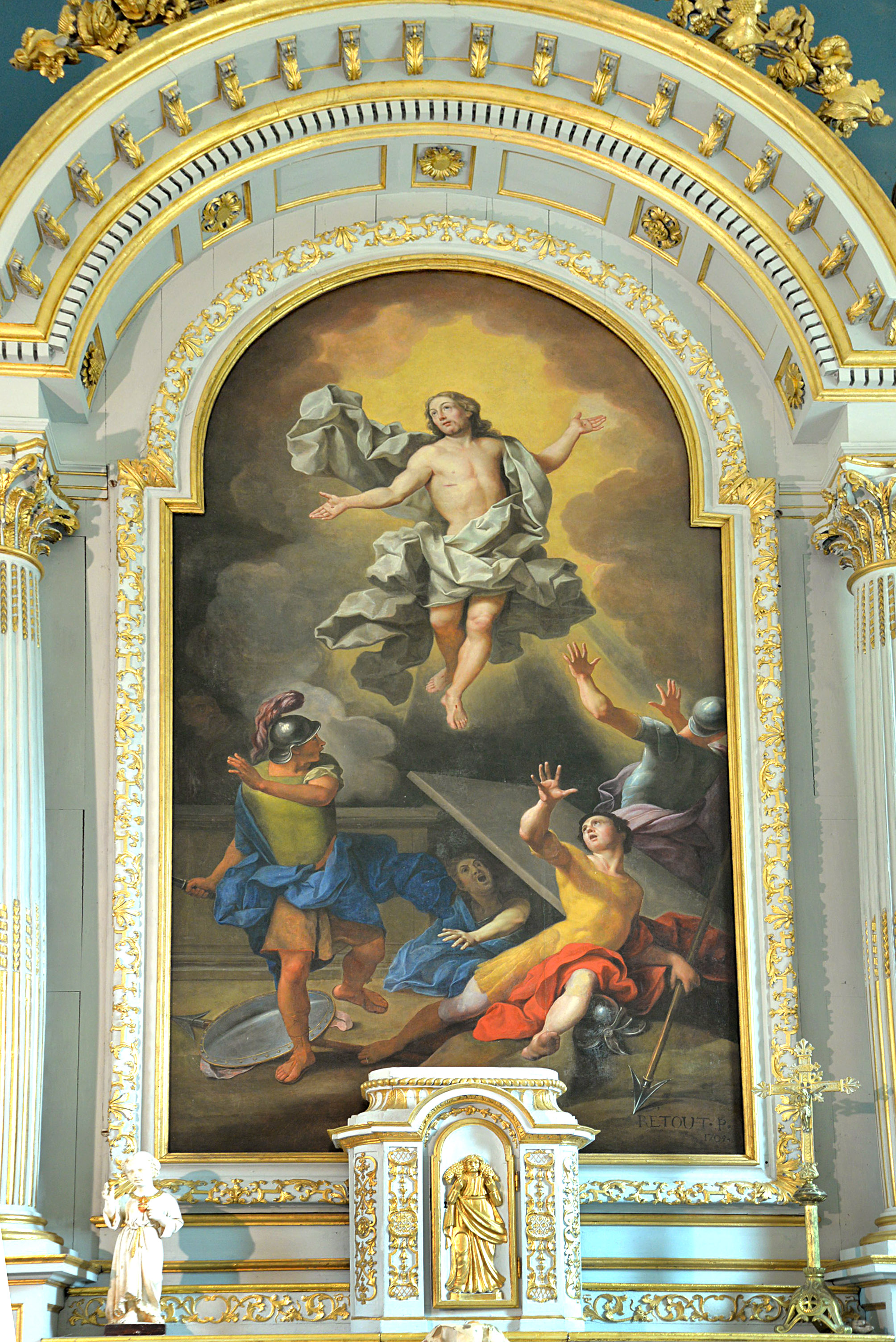
Tableau Résurrection du Christ. Après restauration. (2015)
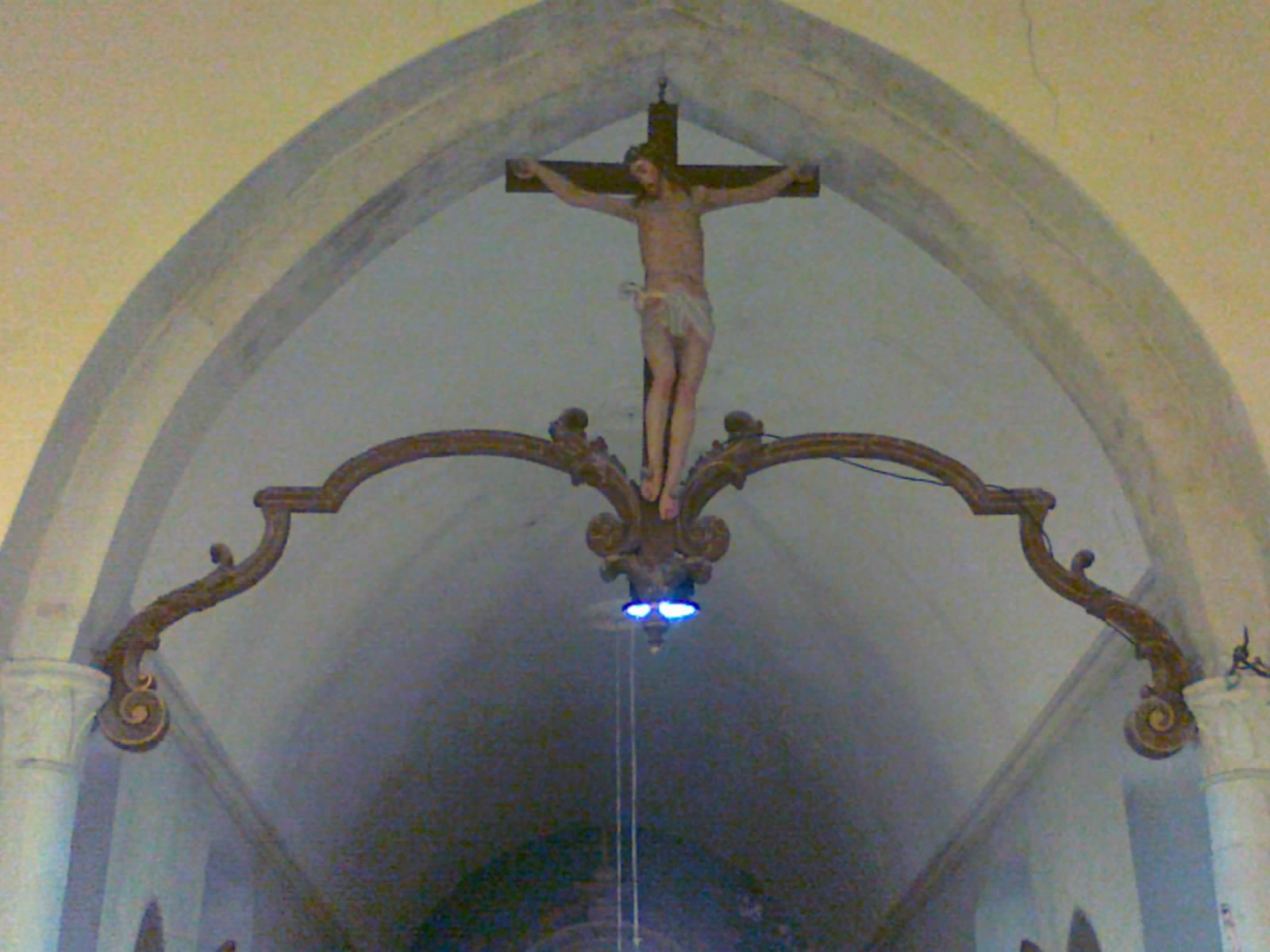
La poutre de gloire.
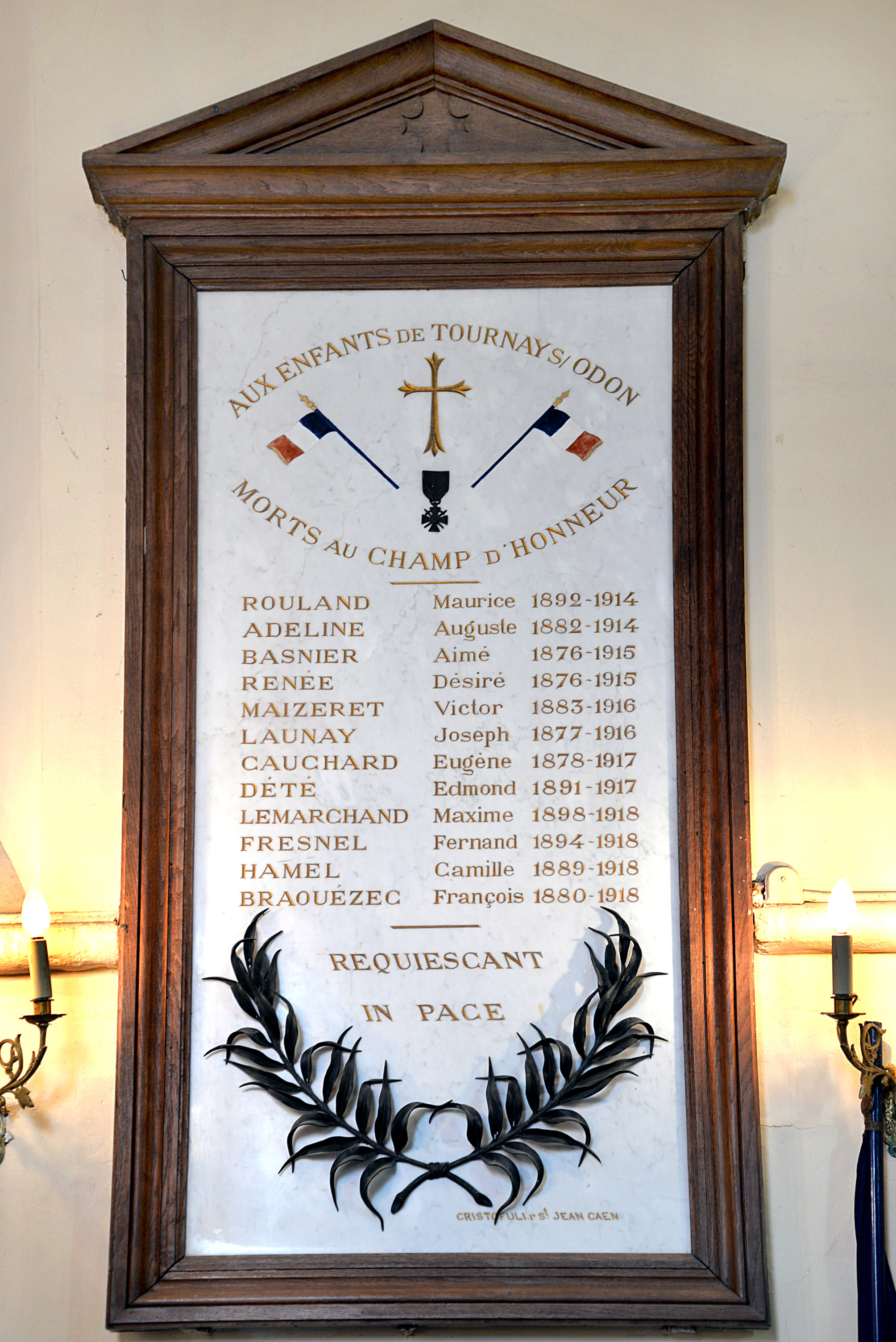
Plaque commémorative 14-18.
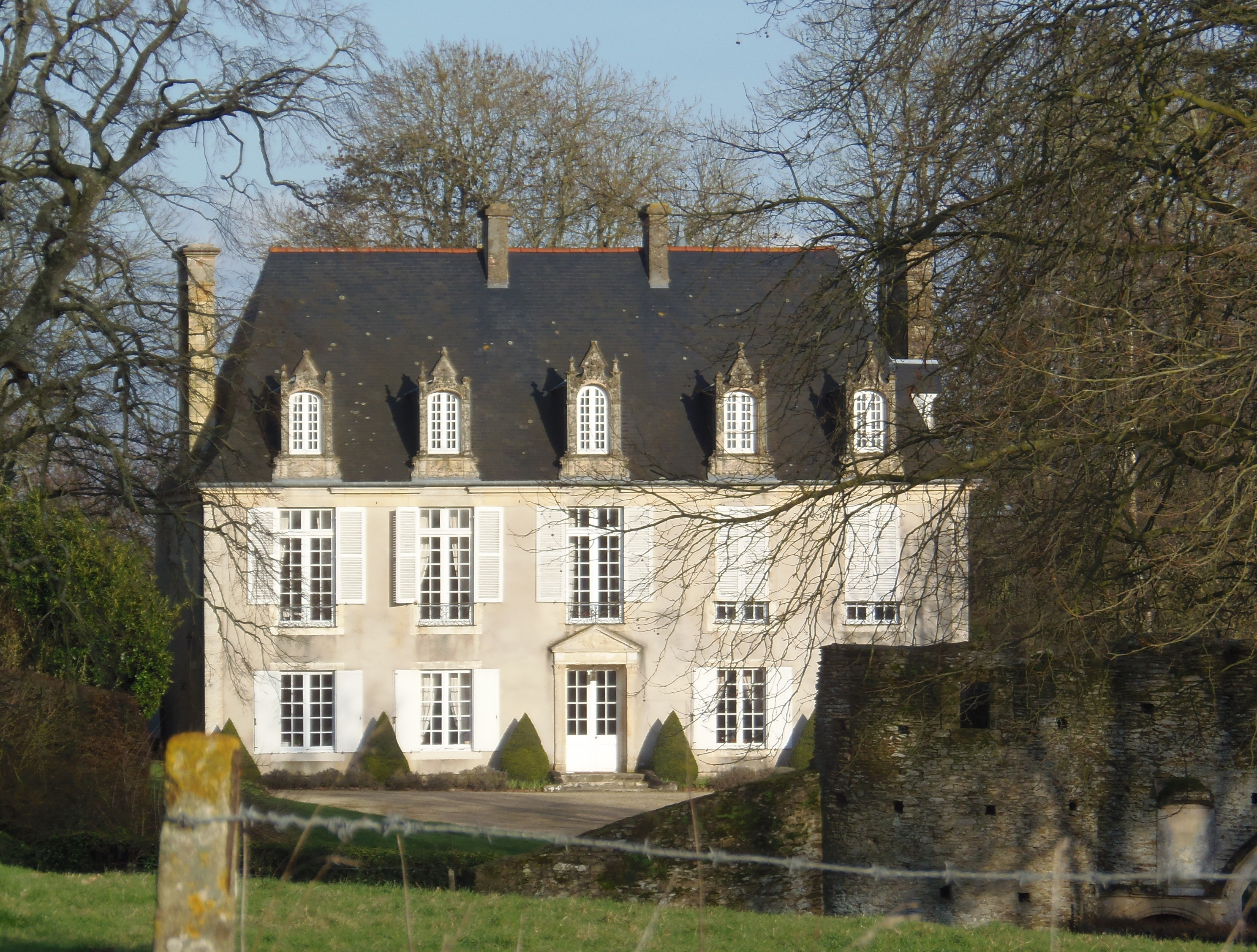
Le château de Ragny.
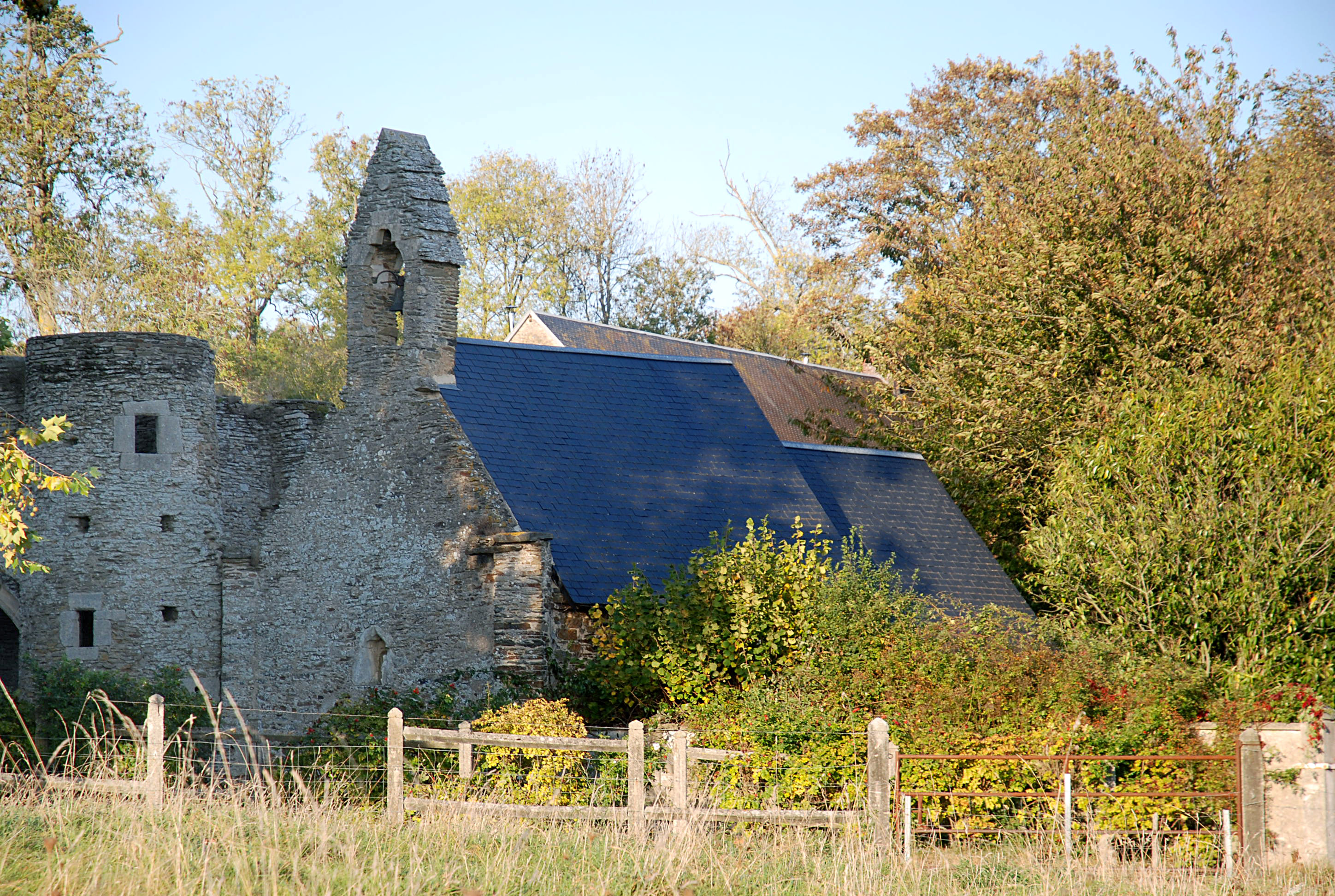
La chapelle Sainte-Barbe.